# Lädermosaik
Lädermosaik är en inläggning av olikfärgat läder i bokband som bildar mönster.
Tekniken kommer från Orienten och kom till Italien under renässansen, varifrån den sedan spred sig till Frankrike. Efter att en tid ha varit ur modet dök tekniken på nytt upp i Frankrike vid mitten av 1700-talet, där den av bokbindaren J. C. H. Lemonnier utvecklades till hög konst. Tekniken tog även upp under slutet av 1800-talet, bland annat av Gustaf Hedberg.